# 越中八尾郵便局
越中八尾郵便局（えっちゅうやつおゆうびんきょく）は富山県富山市にある郵便局。民営化前の分類では集配普通郵便局であった。

## 概要
民営化直前の集配業務再編において、多くの集配普通郵便局は統括センターとなったが、当局は配達センターとされたため、民営化後も郵便事業株式会社の支店は併設されず、集配センターが併設された。

## 沿革
- 1874年（明治7年）1月15日 - 西町2,267番地にて、八ツ尾郵便取扱所（新川県八尾郵便御用取扱所）として開設[1][2]。
- 1875年（明治8年）1月1日 - 八ツ尾郵便局（五等）となる[1]。
- 1877年（明治10年）10月25日 - 四等集配局に昇格[2]。
- 1880年（明治13年）12月25日 - 為替取扱を開始[1]。
- 1881年（明治14年）
  - 4月1日 - 東町2,124番地に移転[2]。
  - 5月1日 - 貯金取扱を開始[1]。
- 1886年（明治19年）4月1日 - 東町2,126番地に移転[2]。
- 1890年（明治23年）12月15日 - 三等集配局に昇格[2]
- 1893年（明治26年）2月1日 - 八尾郵便電信局となる[3]。
- 1903年（明治36年）4月1日 - 通信官署官制の施行に伴い八尾郵便局となる[4]。
- 1912年（明治45年）6月1日 - 東町2,187番地に移転[2]。
- 1949年（昭和24年）
  - 6月16日 - 特定郵便局から普通郵便局に局種別改定[5]、電気通信業務の取扱を廃止し新設の八尾電報電話局に移管[6]。
  - 6月20日 - 現在地の上新町に局舎を新築し、移転[2]。
- 1950年（昭和25年）4月1日 - 越中八尾郵便局に改称[7]。
- 1963年（昭和38年）12月1日 - 電話通話事務および和文電報受付事務を開始。
- 1970年（昭和45年）11月 - 局舎新築落成[8]。
- 1983年（昭和58年）6月27日 - 仁歩郵便局から集配業務を移管。
- 1984年（昭和59年）6月18日 - 高山・神岡方面の郵便自動車便を運行[9]。
- 1985年（昭和60年）8月1日 - 7月24日の大長谷郵便局の廃止[9]に伴い、取扱事務を承継。
- 1992年（平成4年）
  - 2月1日 - 仁歩郵便局の廃止に伴い、取扱事務を承継。
  - 8月24日 - 局舎の外観正面を和風に変えるなどの改築工事が完了[8]。
- 1999年（平成11年） - 外国通貨の両替および旅行小切手の売買に関する業務取扱を開始。
- 2006年（平成18年）3月1日 - 仁歩簡易郵便局の一時閉鎖[10]に伴い、取扱事務を承継[11]。
- 2007年（平成19年）10月1日 - 民営化に伴い、併設された郵便事業富山南支店越中八尾集配センターに一部業務を移管。
- 2011年（平成23年）9月20日 - 越中八尾集配センターの所属が郵便事業富山南支店から富山西支店に変更される。
- 2012年（平成24年）10月1日 - 日本郵便株式会社発足に伴い、郵便事業富山西支店越中八尾集配センターを越中八尾郵便局に統合。

## 取扱内容
- 郵便、印紙、ゆうパック、内容証明
- 貯金、為替、振替、振込、国際送金、国債、投資信託
- 生命保険、バイク自賠責保険、自動車保険
- ゆうちょ銀行ATM
- 富山市内の一部地域の集配業務

## 周辺
- 越中八尾観光会館
- 城ヶ山公園
- 富山市立八尾小学校
- 井田川

## アクセス
- JR高山本線 越中八尾駅から南へ約2.1km（徒歩約25分）
- 八尾コミュニティバス 公園前停留所下車
- 北陸自動車道 富山西ICから南へ約12.5km、富山ICから南西へ約14km
- 国道472号沿い
- 駐車場あり：6台